# Boiuna
La boiuna és un mite d'origen amerindi, de la selva amazònica. Sol ser descrit com una serp fosca gegantina, capaç de fer enfonsar les embarcacions. També pot imitar l'aparença d'aquestes, atraient nàufrags cap al fons del riu.
En algunes regions boiuna s'utilitza per a anomenar a un ésser maligne, que va nàixer d'un ou abandonat, ascendí al firmament i va esdevenir un estel de la Constel·lació del Serpent. El nom prové d'una llengua tupí, i està format per les paraules mboîa (cobra) i un (fosc).